# القصيبية (سوريا)
القصيبية قرية سورية في ناحية قرى مركز دريكيش في منطقة دريكيش التابعة لمحافظة طرطوس، سمّيت القصيبية بذلك لكثرة القصب في واديها الذي أصبح مختفياً في الوقت الحالي وكانت تسمى بوادي النعيم نظراً لنضارتها وجمالها و حالياً تسمى في الخرائط الحديثة حي القصيبية فتعتبر حي من أحياء الدريكيش. 